# Sail Away (canción)
«Sail Away» es una canción interpretada por el músico británico David Gray. Fue publicada el 16 de julio de 2001 como el séptimo sencillo de su cuarto álbum de estudio, White Ladder (1999).

## Recepción de la crítica
Wes Orshoski de Billboard escribió: “Es una de las canciones más bonitas de White Ladder, una balada ondulante en la que Gray suplica: ‘Sail away with me, honey/Put my heart in your hands’, mientras sus dedos se deslizan por las cuerdas de su guitarra acústica”. Describió la canción como “uno de esos temas verdaderamente impactantes con los que te topas cuando realmente no estás prestando mucha atención”, y agregó: “Su hermosa letra está adornada con suaves toques de pandereta y piano, que se vuelven aún más dolorosas e inquietantes por la atmósfera bien programada de la canción (incluido lo que parece ser el sonido de las olas rompiendo en una playa)”. Un escritor no especificado de Music Week declaró que «Sail Away» “ofrece más del sonido introspectivo característico de Gray”, y elogió sus “letras melancólicas y cuerdas conmovedoras”.

## Lista de canciones
| UK CD single |                                       |          |  |
| N.º          | Título                                | Duración |  |
| 1.           | «Sail Away» (Biffco Radio Edit)       | 3:44     |  |
| 2.           | «Sail Away» (Biffco Club Mix)         | 7:02     |  |
| 3.           | «Sail Away» (Rae and Christian Remix) | 5:35     |  |

## Créditos y personal
Créditos adaptados desde las notas de álbum de White Ladder.
- David Gray – voz, guitarra, piano, teclados, producción
- Craig McClune – guitarra bajo, teclados, batería, producción
- Iestyn Polson – producción
- Marius de Vries – producción adicional
- Steve Sidelnyk – programación adicional

## Posicionamiento
| Gráfica (2001)                                       | Pico de posición |
| ---------------------------------------------------- | ---------------- |
| Escocia (Scottish Singles Chart)                     | 19               |
| Estados Unidos (Billboard Adult Alternative Airplay) | 11               |
| Europa (Eurochart Hot 100 Singles)                   | 88               |
| Reino Unido (UK Singles Chart)                       | 26               |

## Certificaciones y ventas
| País              | Certificación | Ventas  |
| ----------------- | ------------- | ------- |
| Reino Unido (BPI) | Oro           | 400,000 |

## Historial de lanzamientos
| Región         | Fecha               | Formato        | Discográfica | Ref.   |
| -------------- | ------------------- | -------------- | ------------ | ------ |
| Reino Unido    | 16 de julio de 2001 | CD casete      | IHT EastWest | [ 10 ] |
| Estados Unidos | 23 de julio de 2001 | Radio Triple A | RCA          | [ 11 ] |